# Flugplatz Schmallenberg-Rennefeld

i7
i11
i13
Der Flugplatz Schmallenberg-Rennefeld (ICAO-Code: EDKR) liegt im Hochsauerlandkreis, einer Urlaubsregion im Zentrum der Bundesrepublik (NRW). Er ist als Sonderlandeplatz (PPR) klassifiziert.

## Lage
Der Flugplatz befindet sich auf einer Höhe von 466 m ü. MSL, etwa 2,5 Kilometer nordwestlich von Schmallenberg an der K 25 zwischen den Ortschaften Wormbach und Werpe.

## Flugplatz
Der Flugplatz verfügt über eine 900 m lange Graspiste mit der Ausrichtung 09/27 und eine nördlich davon gelegene separate Rollbahn. Südlich der Piste befindet sich die Schleppstrecke für den Windenstartbetrieb. Die Platzrunde für motorgetriebene Luftfahrzeuge verläuft nördlich des Platzes. Für Segelflugzeuge existiert eine separate Platzrunde, deren Gegenanflug südlich des Platzes entlang der Werper Straße verläuft.
Der Platz ist für Luftfahrzeuge mit einem Höchstabfluggewicht von maximal 3 Tonnen zugelassen. Die Zulassung gilt für Motorflugzeuge, Motorsegler, Ultraleichtflugzeuge, Segelflugzeuge, Ballone, Sprungfallschirme und andere Luftsportgeräte. Für Hubschrauber gilt ein erhöhtes Abfluggewicht von bis zu 3,5 Tonnen.
Neben der heute für Veranstaltungen genutzten alten Flughalle mit Gaststätte und Tower befinden sich am Platz noch zwei weitere Flughallen, in denen die Vereinsflugzeuge und einige Privatmaschinen untergebracht sind.
Bei gutem Wetter findet an jedem Wochenende Flugbetrieb von Segelflugzeugen (Winde und Flugzeugschlepp), Motorflugzeugen und Ultraleichtflugzeugen sowie Fallschirmsprungbetrieb statt. In den ansässigen Vereinen werden Segelflugzeugführer, Luftsportgeräteführer und Fallschirmspringer ausgebildet.

Übersichtskarte des Flugplatzes, Stand Sommer 2010

## Geschichte
Der bereits seit 1933 als DLV Ortsgruppe Schmallenberg bestehende Schmallenberger Luftsportverein wurde nach dem Zweiten Weltkrieg am 19. Mai 1951 unter dem Namen Aero-Club Schmallenberg neu gegründet. Der Verein fand nach Anschaffung eines Fluggerätes zunächst im Grafschafttal ein Fluggelände, das jedoch nur bedingt geeignet war. Ein flaches Fluggelände (sog. Rennefeld) fand man zwischen Werpe, Wormbach und Schmallenberg.
Der Schmallenberger Luftsportverein pachtete das Rennefeld, hatte jedoch dann nicht mehr die finanziellen Möglichkeiten, sich alleine weitere Fluggeräte anzuschaffen. Wegen der finanziellen Lage nahm der Luftsportverein mit weiteren Segelfluggruppen in Meschede und Fredeburg Gespräche auf. 1953 entstand so die Fluggemeinschaft Rennefeld e. V., der heutige Betreiber des Rennefeldes.
Am 15. Dezember 1953 erhielt das Rennefeld durch die Luftaufsichtsbehörde die Zulassung – damals noch als reines Segelfluggelände mit einer Landefläche von etwa 180 m Länge. Der Flugbetrieb wurde am 31. Januar 1954 aufgenommen. 1957 wurde die erste Flugzeughalle für die bis dahin in der Schützenhalle in Wormbach untergebrachten Segelflugzeuge eröffnet.
1961 wurde das Gelände für Motorflugzeuge zugelassen, sodass von nun an auch Flugzeugschlepp-Starts durchgeführt werden konnten. Im gleichen Jahr wurde auch der erste Tower errichtet.
1972 folgte die Genehmigung zum Ausbau zum Sonderlandeplatz durch den Regierungspräsidenten in Münster. Dazu wurde zusätzliches Land von der Kirchengemeinde Wormbach angepachtet, um die Bahn auf 800 m verlängern zu können. Der jetzt zusätzlich für Motorsegler und Hubschrauber zugelassene Flugplatz wurde im Juli 1976 offiziell eingeweiht. In einem zweiten Bauabschnitt folgte in den Jahren 1979 und 1980 der Bau einer größeren Flugzeughalle nebst einer Tankstelle für Flugbenzin. 1983 wurde der Platz in Richtung Osten um weitere 100 m verlängert und die alte Flugzeughalle umgebaut, um sie fortan für Veranstaltungen und Fliegerlager verwenden zu können; ein Teil davon dient als Werkstatt. Weiterhin wurde der Platz in diesem Jahr für Fallschirmsprünge zugelassen.
Am 6. November 1989 brach in der neuen Flugzeughalle ein Schwelbrand aus, der große Schäden an Flugzeugen und Halle verursachte.

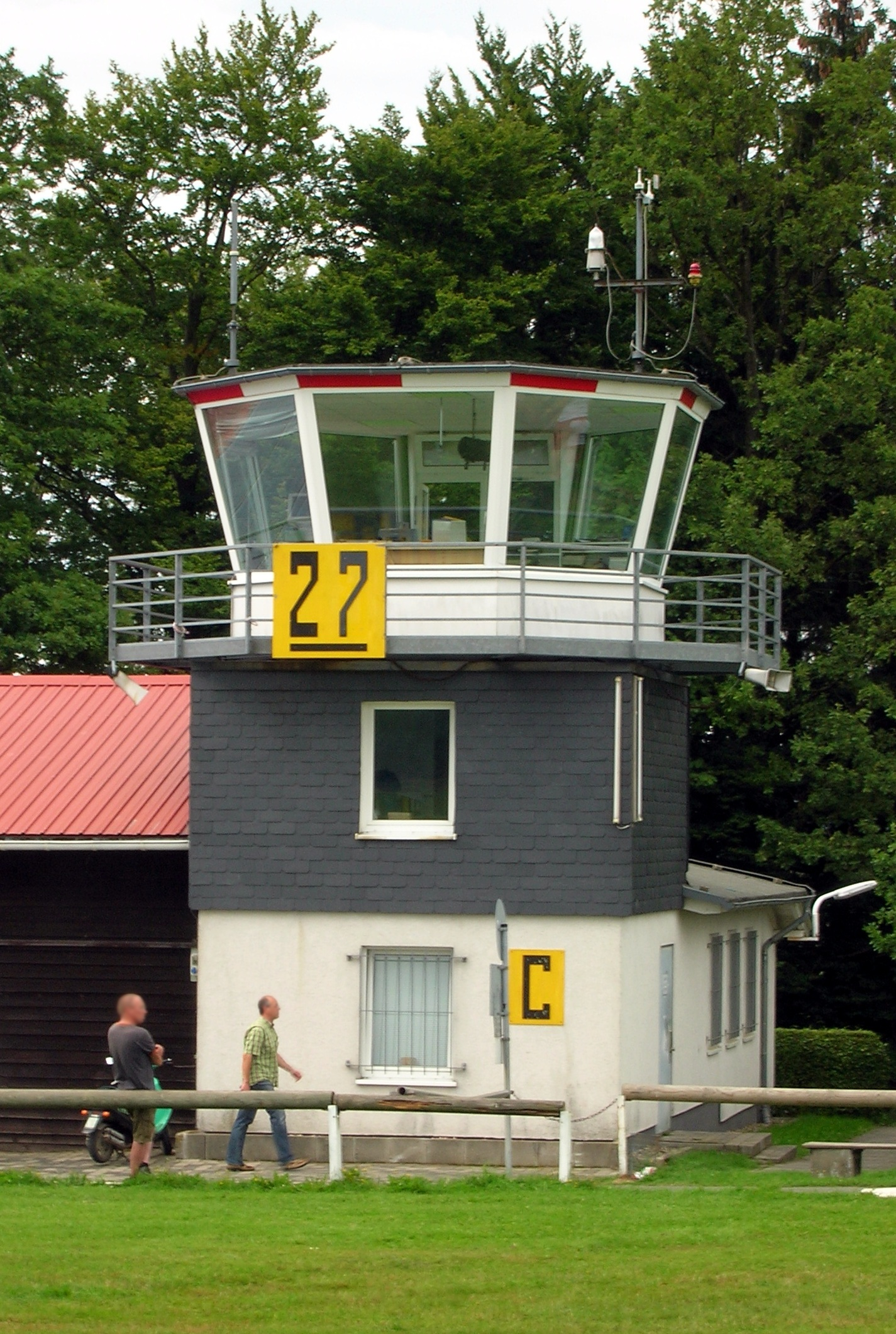
Der neue Tower wurde 1993 eingeweiht

Eine kleinere Flugzeughalle, in der lange Zeit der Hubschrauber des Schmallenberger Textilunternehmens Falke untergebracht war, ging 1992 in den Besitz der Fluggemeinschaft über. Das bis heute als Falken Halle bezeichnete Gebäude dient seitdem als Werkstatt und zusätzliche Unterstellmöglichkeit für Fluggeräte. Im gleichen Jahr begann der Bau eines neuen Towers, der am 14. Juni 1993 eingeweiht wurde. Der wesentlich höhere und rundum verglaste Tower wurde mit moderner Technik und zwei zusätzlichen Büroräumen ausgestattet. Im größeren Erdgeschoss befindet sich weiterhin ein Raum für Seminare, Theorieunterricht und Flugvorbereitung. Der alte Tower wurde 1996 abgerissen und an dessen Stelle ein Anbau zur Erweiterung der Gaststätte „Rennefeld-Stube“ errichtet.
Am 8. Januar 1996 brach in der Werkstatt in der alten Flugzeughalle ein weiterer Schwelbrand aus, bei dem zwei dort stehende Flugzeugrümpfe stark beschädigt wurden.
Im Sommer 2004 wurde zum fünften Mal der alle zwei Jahre stattfindende Sauerlandwettbewerb, der bezirksweite Segelflugwettbewerb des Bezirks 12 im DAeC-Landesverband Nordrhein-Westfalen, auf dem Rennefeld durchgeführt.
2005 wurde auf dem Dach der alten Flugzeughalle eine Photovoltaikanlage installiert. Da der Wald im Bereich des Endanfluges auf die Piste 27 auf dem Wormbacher Berg (zwischen Rennefeld und Schmallenberg) in den letzten Jahren immer höher gewachsen und besonders beim Start in Richtung 09 zu einem nicht unbedeutenden Hindernis geworden war, wurde die offizielle Länge der Start- und Landebahn von der Bezirksregierung Münster stark gekürzt. Es wurden mehrere Lösungsmöglichkeiten mit dem Waldbesitzer diskutiert, bis sich das Problem schließlich von alleine löste: Am 18. Januar 2007 wurde der störende Wald durch den verheerenden Orkan Kyrill vollständig zerstört. Hierdurch war ein ungestörter Anflug in beide Landerichtungen nun wieder möglich und die Kürzung der Piste konnte zurückgenommen werden.
Vom 4. bis 7. Juni 2008 fand auf dem Flugplatzgelände und dessen Umgebung die 15. Tagung des KWF mit ca. 43.000 Besuchern statt.
Im Jahr 2015 wurde die Flugbetriebsfläche nach Osten um ca. 200 Meter erweitert.

## Ansässige Vereine

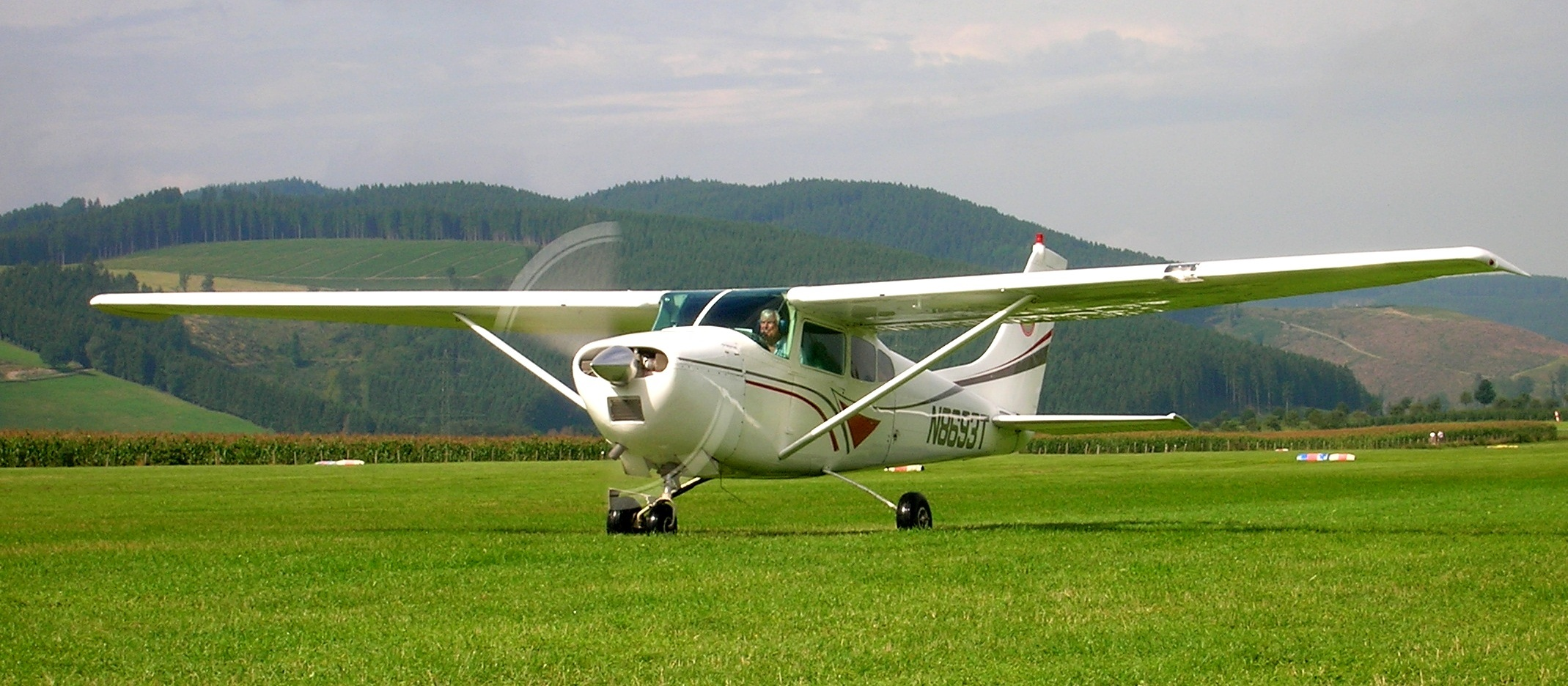
Die Cessna 182 des FSC Sauerland

Seit 1954 wird der Flugplatz von der Fluggemeinschaft Rennefeld e. V. genutzt.
Von 1983 bis 1987 war der Fallschirmspringer-Club Leverkusen e. V. auf dem Rennefeld zu Gast. 1989 folgte der Fallschirmspringer-Club Iserlohn, der sich 1994 in Fallschirmsportclub Sauerland e. V. umbenannte. Er verfügt über ein eigenes Vereinsheim östlich der großen Flugzeughalle. Als Absetzmaschine dient eine Cessna 182.

## Bildergalerie

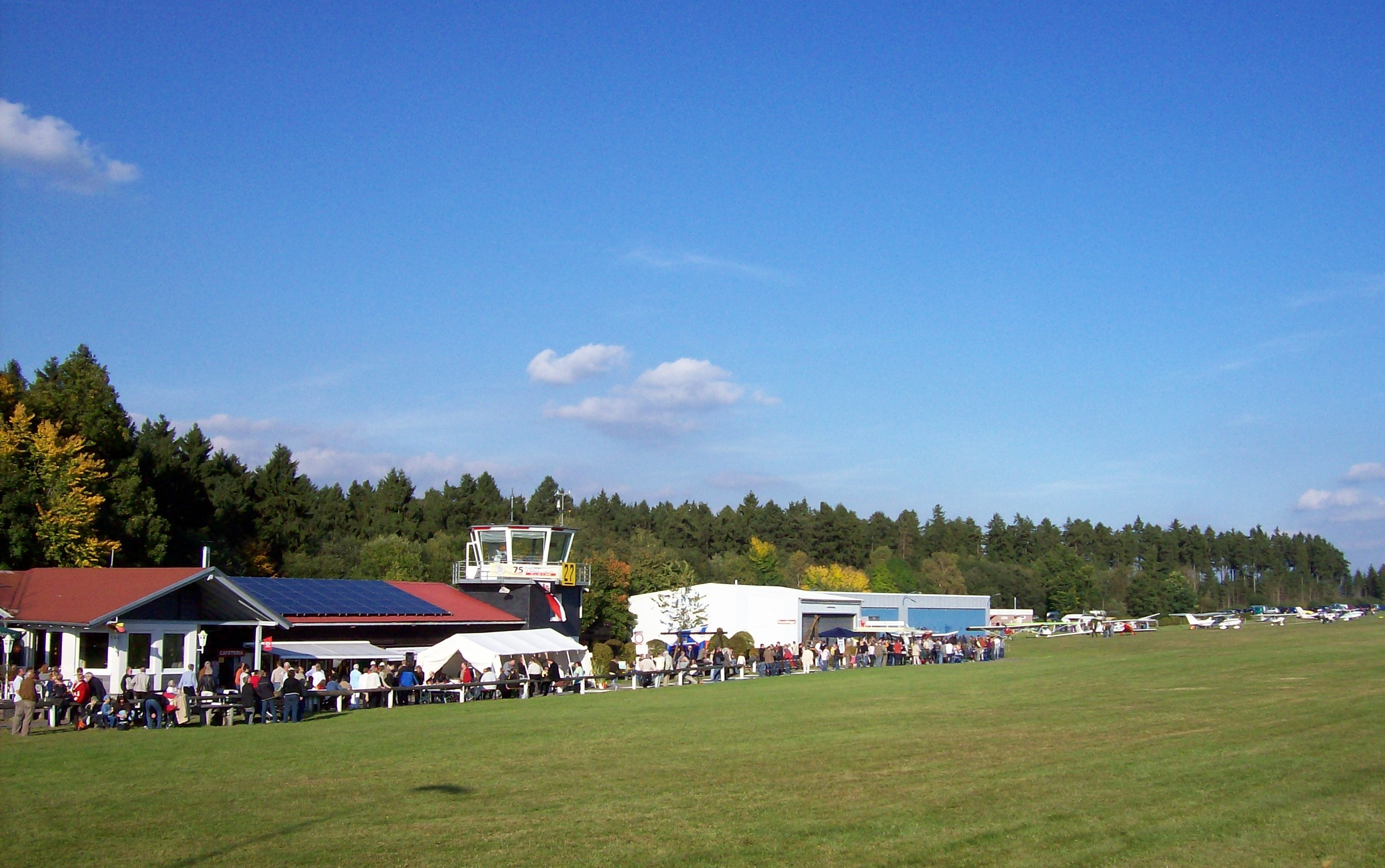
75 Jahre Luftsport 2008
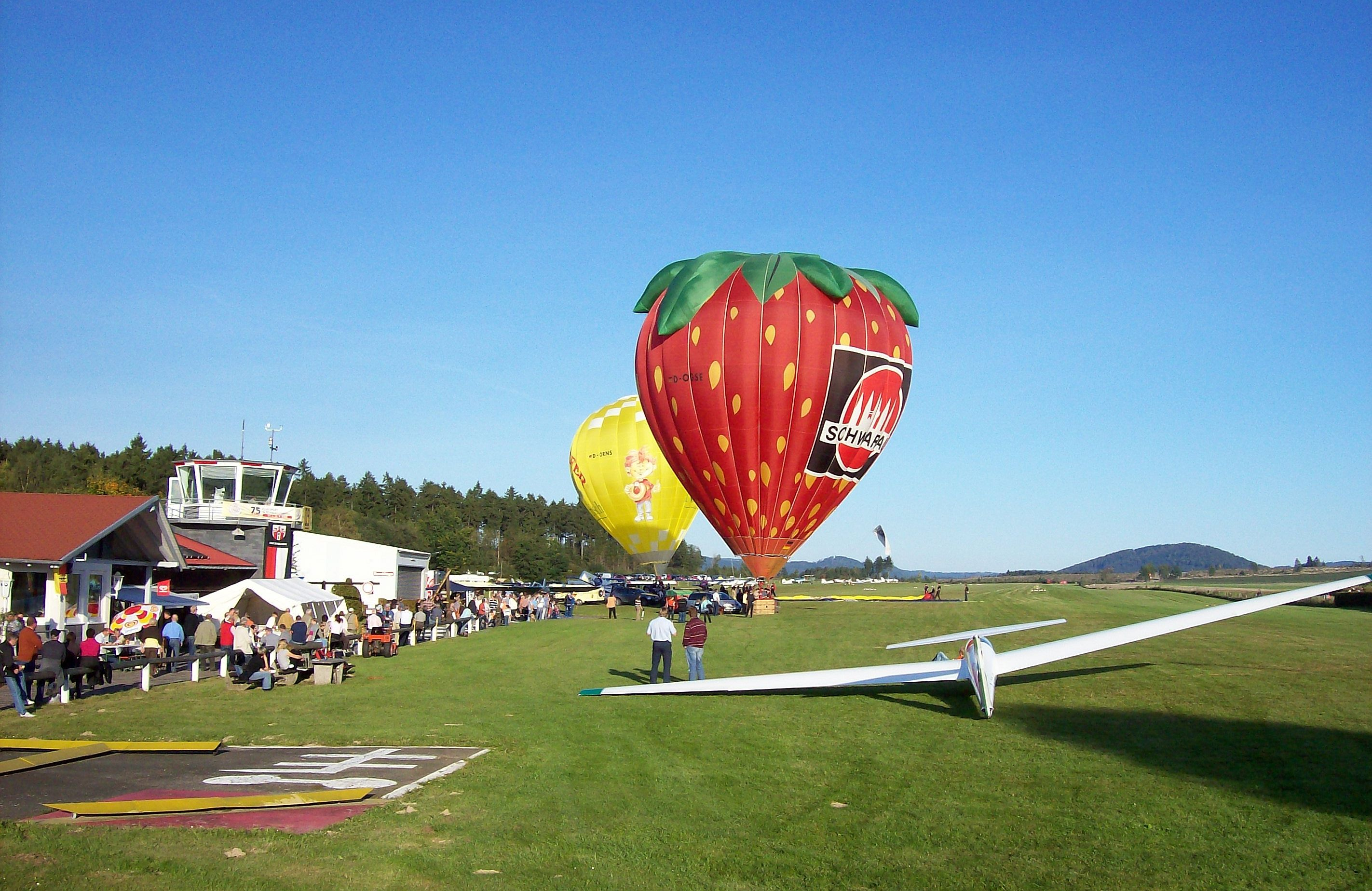
75 Jahre Luftsport, Tower
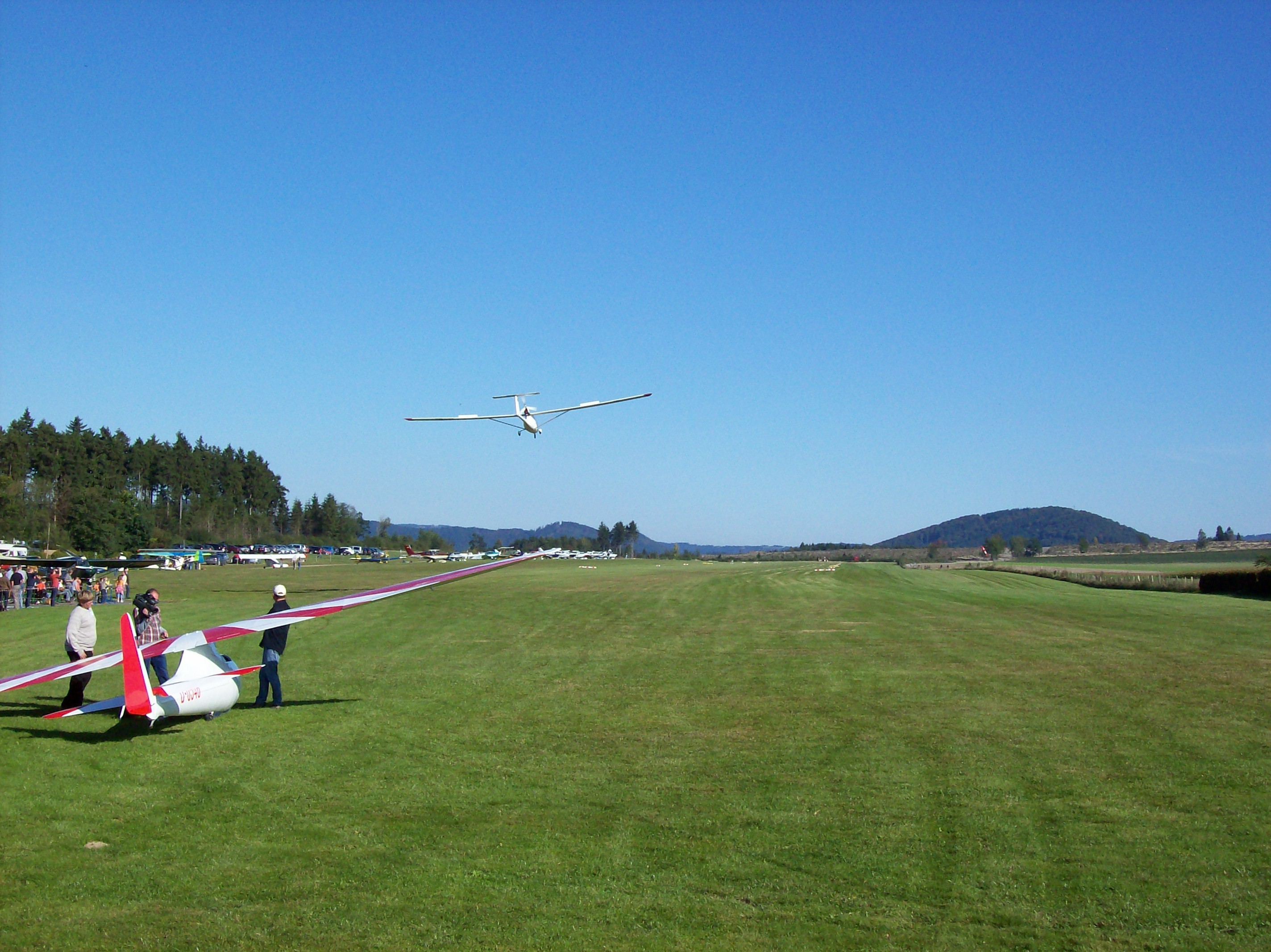
75 Jahre Luftsport, Landebahn
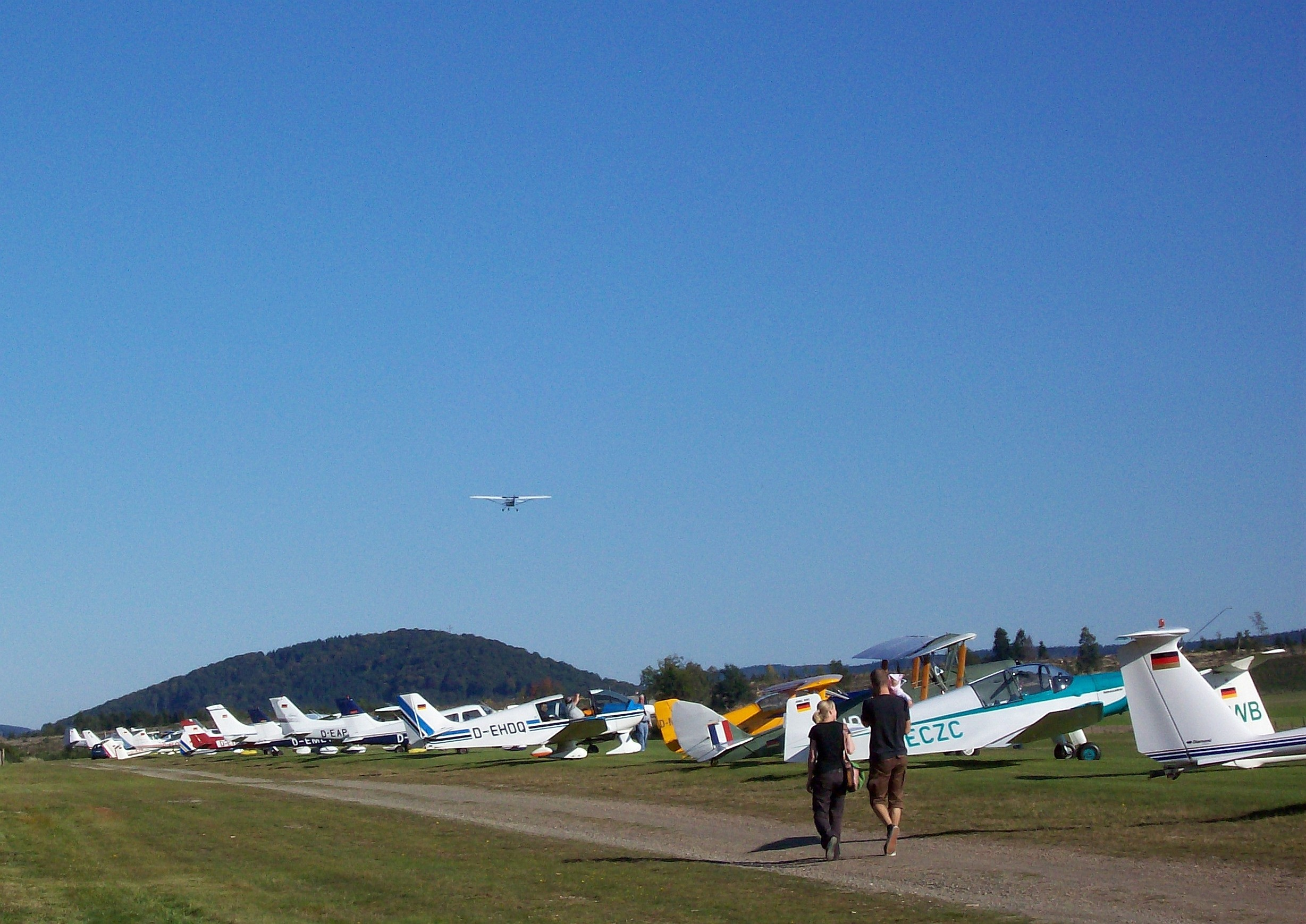
75 Jahre Luftsport, Flugzeuge
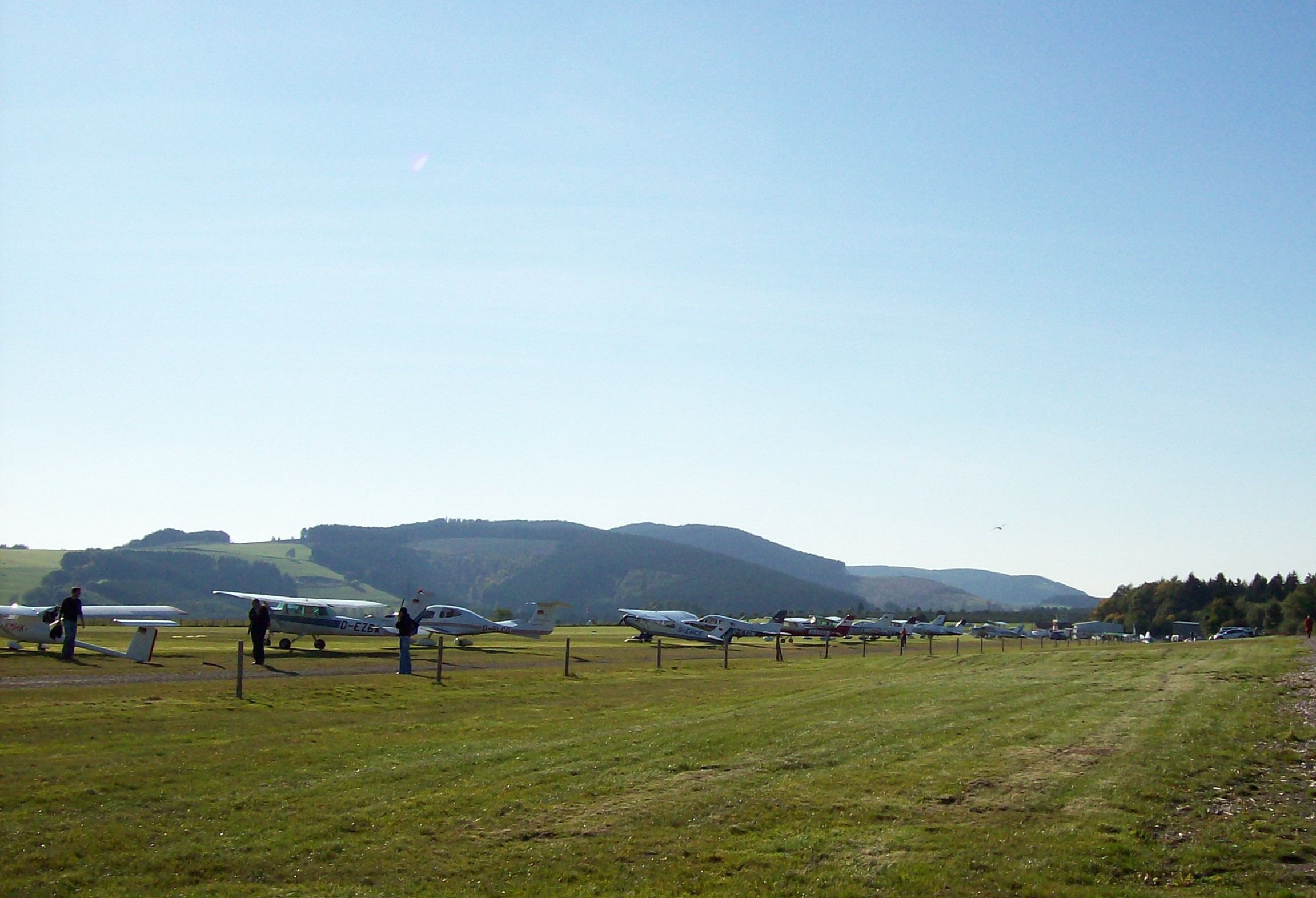
75 Jahre Luftsport, Flugzeuge 2
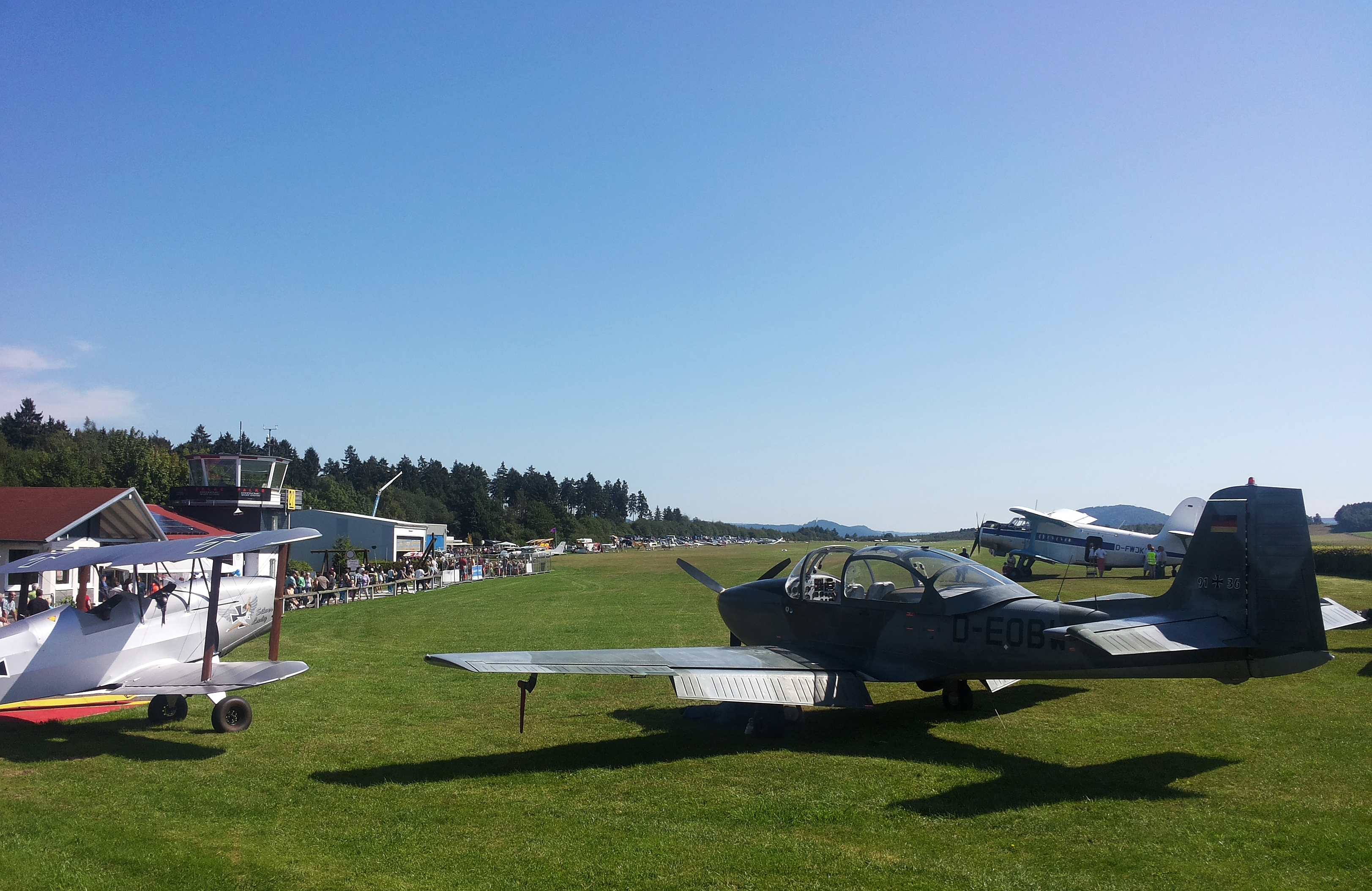
Flugplatzfest 2015
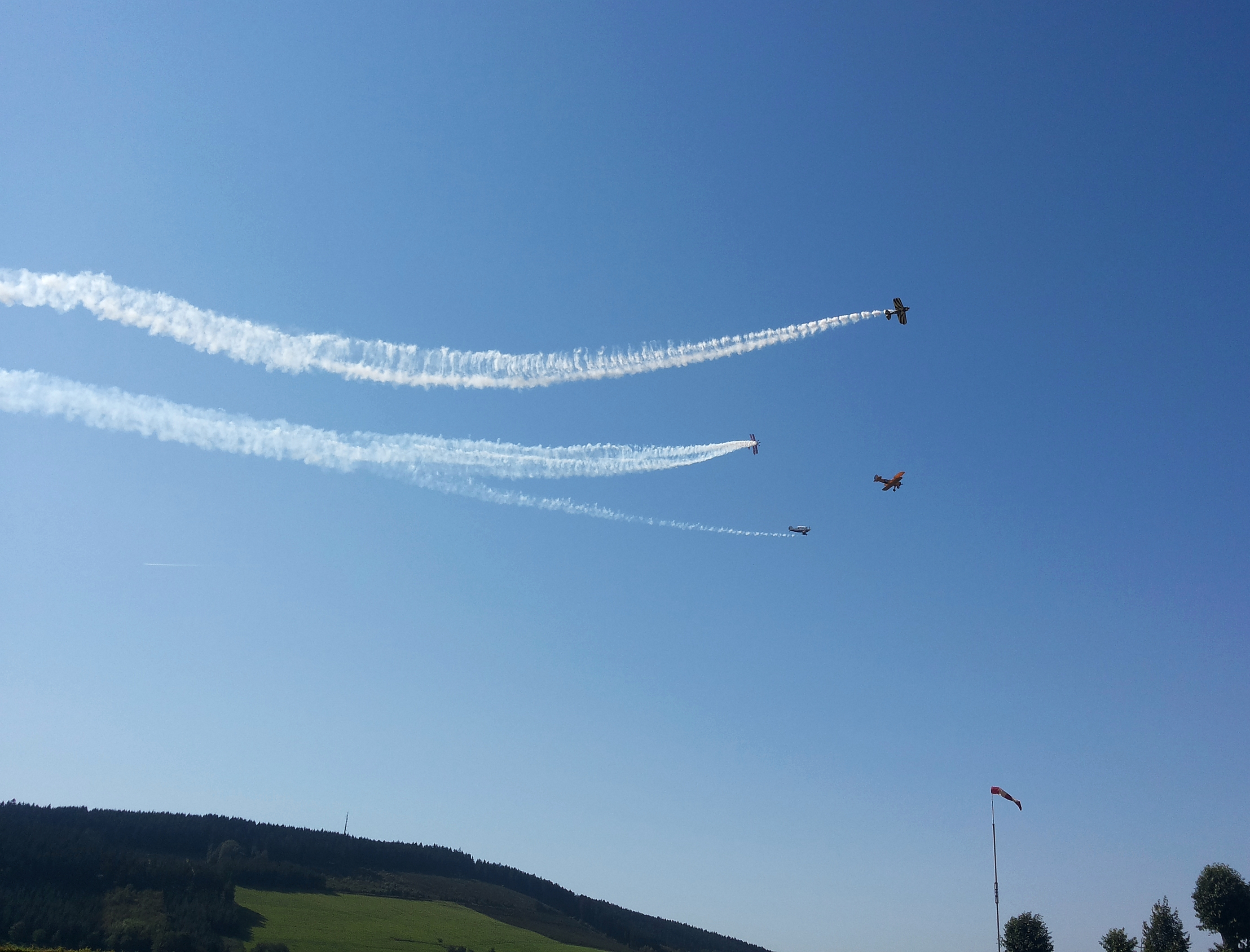
Flugschau Flugplatzfest 2015